# Вайбернем (Міссурі)
Вайбернем (англ. Viburnum) — місто (англ. city) в США, в окрузі Айрон штату Міссурі. Населення — 667 осіб (2020).

## Географія
Вайбернем розташований за координатами 37°42′54″ пн. ш. 91°7′51″ зх. д. / 37.71500° пн. ш. 91.13083° зх. д. (37.715059, -91.130767).  За даними Бюро перепису населення США в 2010 році місто мало площу 4,47 км², з яких 4,45 км² — суходіл та 0,03 км² — водойми.

## Демографія
Згідно з переписом 2010 року, у місті мешкали 693 особи в 278 домогосподарствах у складі 199 родин. Густота населення становила 155 осіб/км².  Було 328 помешкань (73/км²).
Расовий склад населення:
| - 98,1 % — білих - 0,6 % — корінних американців - 0,4 % — чорних або афроамериканців |

До двох чи більше рас належало 0,7 %. Частка іспаномовних становила 1,2 % від усіх жителів.
За віковим діапазоном населення розподілялося таким чином: 25,5 % — особи молодші 18 років, 56,9 % — особи у віці 18—64 років, 17,6 % — особи у віці 65 років та старші. Медіана віку мешканця становила 39,0 року. На 100 осіб жіночої статі у місті припадало 95,8 чоловіків;  на 100 жінок у віці від 18 років та старших — 97,7 чоловіків також старших 18 років.
Середній дохід на одне домашнє господарство  становив 65 281 долар США (медіана — 50 500), а середній дохід на одну сім'ю — 77 399 доларів (медіана — 66 875). За межею бідності перебувало 18,6 % осіб, у тому числі 24,0 % дітей у віці до 18 років та 15,4 % осіб у віці 65 років та старших.
Цивільне працевлаштоване населення становило 289 осіб. Основні галузі зайнятості: освіта, охорона здоров'я та соціальна допомога — 27,0 %, сільське господарство, лісництво, риболовля — 22,1 %, роздрібна торгівля — 10,7 %, мистецтво, розваги та відпочинок — 5,9 %.

## Історія
Відкритий в 1953 році, освоюється з 1964 року.